# القوات المسلحة لجمهورية فيتنام
القوات المسلحة لجمهورية فيتنام (RVNMF) كانت القوات المسلحة لجمهورية فيتنام وكانت مسؤولة عن الدفاع عن البلاد من 1 يناير 1949  إلى 30 أبريل 1975. كان سلفها، الجيش الوطني الفيتنامي ، هي القوات المسلحة لدولة فيتنام. 
تأسست في 26 أكتوبر 1955 عندما أصبحت دولة فيتنام جمهورية بعد استفتاء مزور. تم إنشاء الجيش من وحدات مساعدة هندية صينية استعمارية تابعة لجيش الاتحاد الفرنسي السابق (بالفرنسية: Supplétifs )، والتي تم تجميعها في وقت سابق في يناير 1949 في الجيش الوطني الفيتنامي بقيادة فرنسا أو VNA Armée Nationale Vietnamiènne (ANV) بالفرنسية، وتألفت القوات المسلحة للدولة الجديدة في منتصف الخمسينيات من فروع الخدمة البرية والجوية والبحرية على التوالي.
- جيش جمهورية فيتنام
- القوات الجوية لجمهورية فيتنام
- جمهورية فيتنام البحرية بما في ذلك مشاة البحرية

تم تحديد أدوارهم على النحو التالي: حماية سيادة الدولة الفيتنامية وسيادة الجمهورية؛ والحفاظ على النظام السياسي والاجتماعي وسيادة القانون؛ والدفاع عن جمهورية فيتنام المستقلة حديثًا من التهديدات الخارجية (والداخلية)؛ وفي نهاية المطاف، المساعدة في إعادة توحيد فيتنام - المُقسمة منذ اتفاقيات جنيف في يوليو 1955 إلى دولتين انتقاليتين، واحدة في الشمال يحكمها نظام الحزب الشيوعي الفيتنامي بقيادة هو تشي مينه والأخرى في الجنوب تحت نظام نجو دينه دييم الاستبدادي.

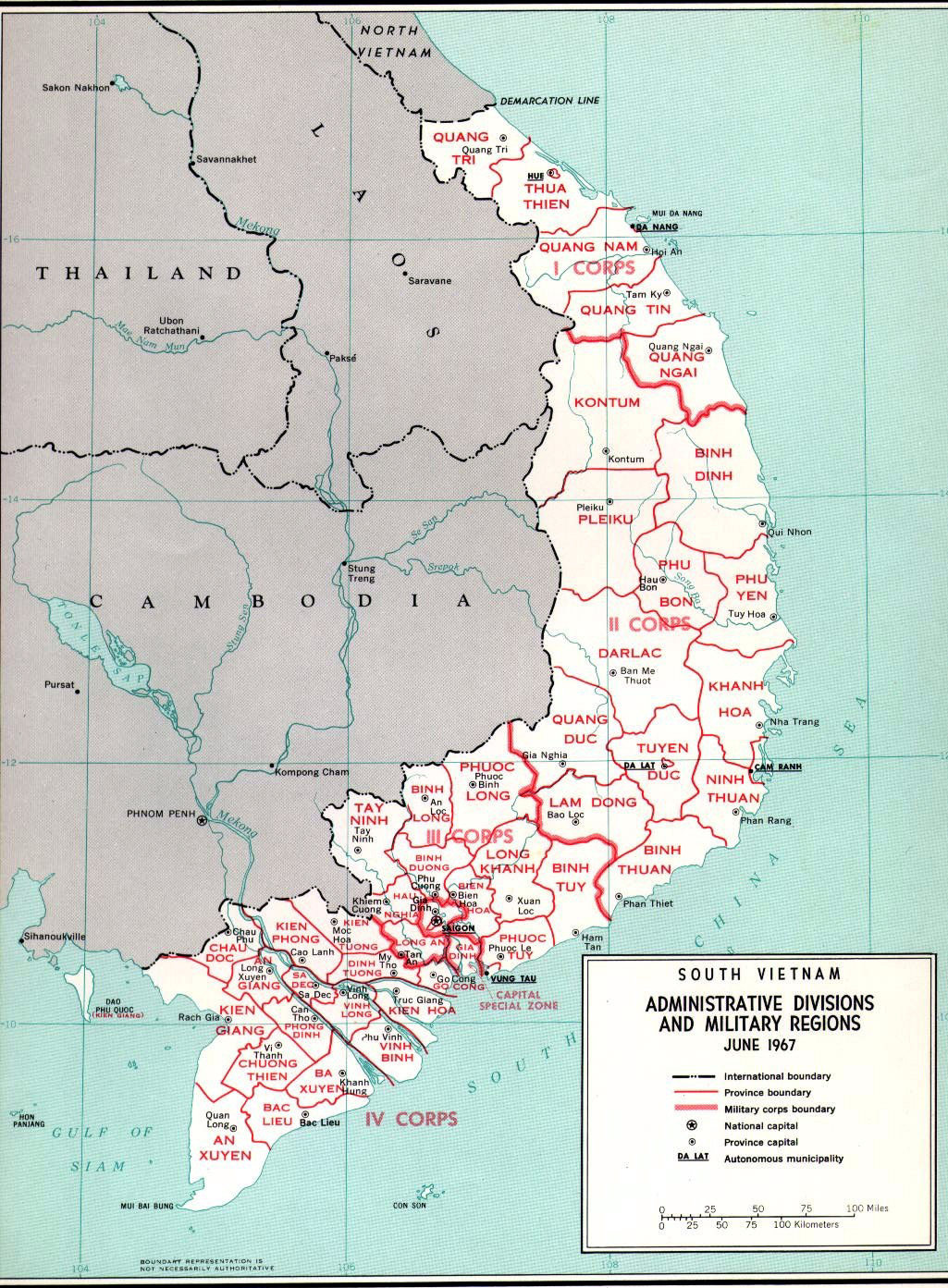
التقسيمات الإدارية والمناطق العسكرية في جنوب فيتنام في يونيو 1967.

كانت القوات العسكرية لجمهورية فيتنام تتكون من أربعة فيالق عسكرية.

## نقد
كان جيش جمهورية فيتنام يعاني دائمًا من مشاكل في الحفاظ على الرجال في صفوفه، ولكن خلال الفترة 1973-1975، وصلت المشكلة إلى أبعاد وبائية. على سبيل المثال، خلال عام 1974، كان 65 بالمائة فقط من القوى العاملة المصرح لها حاضرة للخدمة في أي وقت. وكان لا تزال هيئة الضباط في البلاد تعاني من ترقية الجنرالات واحتفاظهم بمناصبهم بسبب ولائهم السياسي، وليس قدراتهم المهنية. كان الفساد وعدم الكفاءة منتشرًا بين الضباط، حتى أصبح لدى البعض "كالفن تقريبًا".